# دولنو کوبیله
دولنو کوبیله (به بلغاری: Dolno Kobile) یک منطقهٔ مسکونی در بلغارستان است که در شهرستان ترکلیانو واقع شده‌است.